# Sd.Kfz. 300
Das Sd.Kfz. 300 (Sonder-Kraftfahrzeug 300) war ein Kettenfahrzeug der Deutschen Wehrmacht, das zum Minenräumen vorgesehen war.

## Hintergrund
Im Herbst 1939 beschäftigte sich das Heereswaffenamt (HWA) mit der Thematik, ein stark geschütztes Fahrzeug für das Räumen von Minen zu beschaffen. Schon im September 1937 hatte das Inspektorat 6 des Allgemeinen Heeresamt (AHA) Gespräche mit dem Haus Carl F.W. Borgward in Bremen begonnen, um einen gepanzerten Munitionsschlepper zu entwickeln. Hieraus gingen VK 3.01 und VK 3.02 hervor.
Nach den Erfahrungen des deutschen Feldzugs gegen Polen und im Wissen um die kommenden Operationen im Westen forderte am 19. Oktober 1939 der Oberbefehlshaber des Heeres nach Anregung durch das HWA dann ein robustes Fahrzeug, einen „Beton-Wagen mit Räumwalzen“ für die Spezialpioniere des Heeres.

## Borgward Minenräumwagen B I (Sd.Kfz. 300)
Das HWA beauftragte das bereits mit der Entwicklung eines kleinen gepanzerten Fahrzeugs beauftragte Unternehmen Borgward, welches auf erste konzeptionelle Arbeiten für den Munitionsschlepper zurückgreifen und auch bereits Bauteile in passender Größe haben sollte. Anders als die Munitionsschlepper sollten diese Räumfahrzeuge jedoch fernlenkbar sein. Borgward erhielt am 21. November 1939 den entsprechenden Auftrag über eine Kleinserie von 50 der auch als „kleine, ferngesteuerte Minenkarren“ bezeichneten Geräte. Am 15. Januar 1940 wurde das erste Gerät fertiggestellt und per 31. Mai waren alle Fahrzeuge, jedoch ohne Fernsteuerung, fertiggestellt. Erst im Juni 1940 waren alle Fahrzeuge einsatzbereit, so dass diese während des Westfeldzuges nicht zum Einsatz kamen.

Offensichtliche Aufgabe des Fahrzeuges war es eine für Infanteristen (Pioniere) passierbare Minengasse zu schaffen, denn für Fahrzeuge wäre eine durch den Minenräumwagen B I geschaffene Gasse zu schmal gewesen. Zu diesem Zeitpunkt beschäftigte man sich auf deutscher Seite intensiv mit Pionierfahrzeugen für den künftigen Durchbruch durch die Maginot-Linie. Hier galt es unter dem Feuer des Gegners eine Bresche in die gegnerische Verteidigungsanlage zu schlagen. Hierbei sollte eine für diese Zeit außergewöhnliche Panzerung in Form einer Betonoberwanne dafür sorgen, dass das Fahrzeug auch bei gegnerischem Beschuss möglichst weit vorankam. Um in der Fahrspur des Fahrzeugs alle Minen zu räumen, wurde von dem Fahrzeug ein aus drei Teilen bestehender Räumwalzen-Anhänger nachgezogen. Das Gewicht des Anhängers sollte alle Minen zur Explosion bringen. Ausgehend davon, dass ein Großteil der Fahrzeuge beim Einsatz verloren gehen würden, sollte das Fahrzeug möglichst günstig herzustellen sein.

### Technische Beschreibung
Das Ergebnis war ein 1,5 t schweres Fahrzeug, bestehend aus einer simplen rechteckige Stahlwanne mit einem Kettenlaufwerk, bestehend aus drei Laufrollen mit vierteiligen Holzauflagen anstelle der üblichen aus Gummi, Antriebsrad vorn, Leitrad hinten, angetrieben durch einen im Heck verbauten Borgward Typ 4 M 1,5 R II Vergasermotor. Der Aufbau bestand aus gegossenem Beton und nahm Antriebsstrang, Tank und Fernsteuerung auf. An der linken Fahrzeugaußenseite befand sich ein Hebel mit den drei Stellungen Halt, Fahrt 2 km/h und Fahrt 5 km/h. Dahinter befand sich die Durchführung des Abgasrohrs zum außen montierten Schalldämpfer. Auf der Fahrzeugoberseite war eine Wartungsluke mit Lüfteröffnung, der vordere Bereich war offen und erlaubte Zugang zum elektromagnetischen Einscheiben-Kettengetriebe.
Das Fahrzeug konnte von einem Fahrer oder per Fernsteuerung der Firma Hagenuk (Kiel) bewegt werden.

### Einsatz
Alle Fahrzeuge gingen an die per Verfügung vom 10. Mai 1940 neu aufzustellende Minen-Räum-Kompanie in Groß-Glienicke. Aus Geheimhaltungsgründen wurde diese mit Hilfe der Panzer Abteilung 67 aufgestellte und mit 50 Minen-Räum-Fahrzeugen ausgerüstete Einheit, als „Kompanie Glienicke“ geführt. Als Führungsfahrzeuge wurden Panzerbefehlswagen I eingesetzt.
Beim Minenräumen in der Maginot-Linie, das primär der Erprobung und der Ausbildung des Personals dienen sollte, ging die Masse der Minenräumwagen B I verloren.

Beschrieben wird, dass die Borgward B I zwar beim Räumeinsatz in Minenfeldern, die mit Schützenminen bestückt waren, funktionierten, aber durch das Auffahren auf eine Panzermine unmittelbar zerstört wurden. Auch konzeptionell stellte das Nachziehen der Räumrollen eine ineffiziente Lösung dar und spätere Räumfahrzeugkonzepte basierten dann durchweg auf technischen Lösungen, welche die Minen vor dem Fahrzeug zur Explosion bringen oder diese aus der Fahrspur des Fahrzeugs entfernen sollten.

## Borgward Minenräumwagen B II (Sd.Kfz. 300)
Schon am 3. April 1940 erteilte das HWA der Firma Borgward einen Auftrag über 100 Stück weiterentwickelter Fahrzeuge, welche ebenfalls als Sd.Kfz.300 bezeichnet wurde und auch als 2. Serie des Minenräumwagen galten. Die Fertigung der neuen Borgward B II begann im Juli 1940.

### Technische Beschreibung
Die als Borgward Typ II, kurz B II, bezeichneten und größeren Fahrzeuge, nutzten den für den Munitionsschlepper verwendeten Motor, den stärkeren 6 Zylinder Borgward Typ 6 M 2,3 ltr RTBV Motors mit 49 PS. Das zuvor seitlich aus der linken Betonwand herausgeführte Auspuffrohr und der darauf folgende Auspufftopf waren nun auf der Rückseite des Fahrzeugs quer zur Fahrrichtung montiert. Darunter saß der Kühlergrill aus sechs querlaufenden Panzerblechstreifen. Auch der B II verfügte über eine Anhängerkupplung.
Das Zweigang-Getriebe wurde beibehalten, die Geschwindigkeit war unverändert. Wie beim Typ B I befand sich auf der rechten Fahrzeugaußenseite der Wahlhebel für die drei Stufen „Halt“, „Fahrt mit 2 km/h“ bzw. „Fahrt mit 5 km/h“. Das verlängerte Fahrwerk des B II hatte nun vier Laufrollen und das Triebrad war nun höher an der Wanne montiert, was Vorteile beim Überklettern von Hindernissen und dem Durchfahren von Gräben brachte. Mittig zwischen zweiter und dritter Laufrolle war für den Kettenrücklauf eine einzelne Stützrolle ergänzt worden. Vergrößerung von Wanne und Fahrwerk steigerten das Gewicht um ca. 800 kg auf 2,3 t.
Die Fahrzeugoberseite war mit Stahlplatten abgedeckt, wobei für den Betrieb mit Fahrer vorne eine größere Platte entfernt werden konnte. Die maximale Reichweite als ferngelenktes Fahrzeug war 2 Kilometer vor dem Führungsfahrzeug.

### Einsatz
Auch wenn theoretisch die Möglichkeit bestanden hätte den B II genauso wie den B I einzusetzen, entschied man sich dafür ein neues Verfahren zu erproben. Mit dem stärkeren Motor konnte der B II eine Sprengladung von bis zu 515 kg transportieren. Die Sprengung des Fahrzeugs erfolgte 12 Sekunden nachdem per Funk der Befehl gegeben worden war. Ziel der Sprengung war die Minen in einem Minenfeld in einem Umkreis von ca. 40 m durch die Erschütterung der Explosion zur Detonation zu bringen. Hierzu wurde das Fahrzeug in ein vermutetes Minenfeld hinein gefahren und, nachdem es durch eine Mine beschädigt wurde, gesprengt. Eine 300 kg Ladung verursachte einen 1,5 m tiefen und 5 m breiten Krater.
In dieser Verwendung bot sich auch der Einsatz als Ladungsträger gegen Bunker, Hindernisse und ggf. Feindpanzer. Da die Funkzündung gelegentlich versagte, wurde für diese Art des Einsatzes ein weiterer Zündmechanismus eingebaut. Die ebenso simple wie problematische Lösung war der Anbau einer quer zur Fahrtrichtung an der Front angebrachte Schiene, deren Halterung aus einem Loch in der linken Seitenwand kam. Die mechanische Verbindung löste die Sprengladung aus, sobald die Schiene auf einen Widerstand stieß.
Am 1. Dezember 1940 wurde die bestehende Minenräum-Kompanie zur Minenräum Abteilung 1 mit nun zwei Kompanien umgegliedert. Maßgeblich wurde der Kriegsstärkenachweis 1159 vom 1. Februar 1941 der jede Kompanie in drei Züge gliederte. Ein kleiner Panzerbefehlswagen I bildete den Kompanietrupp. Jeder der drei Züge erhielt 3 kleine Panzerbefehlswagen und 9 Minenräum-Wagen (Sd.Kfz. 300).
Die Minenräum-Abteilung 1 trat zusammen mit den anderen Angriffskräften am 22. Juni 1941 im Rahmen des Unternehmen Barbarossa zum Kampf gegen die sowjetischen Streitkräfte an. Die Rückmeldungen vom Einsatz der Fahrzeuge waren ernüchternd. Beanstandet wurde die als viel zu langsam erachtete Geschwindigkeit und die Vielzahl der vorzeitigen Selbstzündungen. Natürlich stellte auch die Funkfernlenkung, die unter den Erschütterungen eines Gefechtsfeldes oft ausfiel, ein Problem des Fahrzeugs dar.
Die Versuche das Fahrzeug zum Räumen von Minensperren zu verwenden wurde bald aufgegeben und alle B I und B II wurden als Ladungsträger aufgebraucht.

## BorgwardEnte(Sd.Kfz. 300)
Nachdem der Feldzug im Westen verhältnismäßig schnell zu Ende ging, beschäftigte man sich auf der deutschen Seite verstärkt mit amphibischen Operationen, da Großbritannien durch seine Insellage vor der neuen deutschen Angriffstechnik aus schnellen, tief in den gegnerischen Raum vorstoßenden, gepanzerten Kräften und einer starken Nahunterstützung durch die Luftwaffe sicher war.
Eine logische Entwicklung vor diesem Hintergrund war ein Fahrzeug, welches aus der Technik des Borgward B II und einer Schwimmkörper-Wanne mit zusätzlichem Schiffsschraubenantrieb und einer Ruderanlage bestand. Die Laufrollen des Fahrwerks wurden ausgetauscht und waren möglicherweise auch Hohlkörper um mehr Auftrieb zu erzeugen. In der Mitte der Oberwanne war ein Kamin montiert über den der Motor mit Luft versorgt wurde, ohne dass Wasser, welches über durch Wellen oder Explosionsfontänen von der Seite oder von oben auf die Oberseite des Fahrzeugs gelangte in das Fahrzeug eindringen konnte. Der Kamin saß auf einer großen rechteckigen Platte, welche mit Flügelschrauben gesichert und abgedichtet war. Durch die Flügelschrauben war diese Abdeckung der Wartungsöffnung leichter zugänglich.
Trotz äußerst geringer Stückzahlen wurden scheinbar zwei unterschiedliche Typen gefertigt, diese unterschieden sich bei der Ruderanlage. Ein bekanntes Foto belegt, dass mindestens eines dieser Fahrzeuge in der Sowjetunion an die Front gelangt ist und dort eingesetzt beziehungsweise fronterprobt wurde.